# Clemens Laar
Clemens Laar, eigentlich Eberhard Koebsell, (* 15. August 1906 in Berlin; † 7. Juni 1960 in West-Berlin) war ein hauptsächlich in der Zeit des Nationalsozialismus populärer deutscher Schriftsteller.

## Leben
Clemens Laar studierte in Berlin und Leipzig neuere Geschichte und moderne Sprachen und ließ sich nach einer Verlags- und Journalistenausbildung als freier Schriftsteller in Berlin nieder.
1936 veröffentlichte Laar …reitet für Deutschland, einen Sportroman über den Dressur-Olympiasieger von 1928, Rittmeister Carl-Friedrich Freiherr von Langen. Der Roman war erfolgreich; seine Gesamtauflage von 1936 bis 1980 betrug knapp 200.000 Exemplare. In der Verfilmung aus dem Jahr 1941 spielte Willy Birgel die Hauptrolle. Sowohl der Roman als auch der Film weisen eine nationalistische und mit der Ideologie der Nationalsozialisten konforme Tendenz auf. Nach 1945 erschien eine stark überarbeitete Fassung, in der alle inzwischen als anstößig geltenden Stellen getilgt waren und die Hauptfigur eine Umdeutung zum Gegner des Nationalsozialismus erfuhr. Der Titel „…reitet für Deutschland“ wurde – oft in ironischer Form – zur sprichwörtlichen Redewendung.
1951 folgte der Roman Meines Vaters Pferde. Der Roman wurde 1954 in zwei Teilen (Teil 1: Lena und Nicoline; Teil 2: Seine dritte Frau) von Gerhard Lamprecht verfilmt.
In seinen späteren Jahren geriet Laar in Vergessenheit. Im Alter von 53 Jahren nahm er sich 1960 auf dem Balkon seiner Villa im Berliner Grunewald das Leben. Beigesetzt wurde er auf dem Friedhof Grunewald-Forst. Das Grab ist nicht erhalten.

## Werke
- Die grauen Wölfe der Grafen Spee : Die Heldenfahrt des deutschen Südseegeschwaders (1935)
- Der Kampf um die Dardanellen (1936)
- … reitet für Deutschland : Carl-Friedrich Freiherr von Langen : Ein Kämpferschicksal (1936)
- Kampf in der Wüste, Neff Verlag, Berlin 1936. DNB–Link
- Tigerhai : Ein Südsee-Roman (1936)
- Kampf um die Dardanellen (1936)
- Die blutige Grenze (1937)
- U 31 – Das Schiff aus dem Jenseits (1937)
- Das Geister U-Boot (1937)
- Schienenstrang (1938)
- Der große Marsch (1939)
- Kämpfer auf verlorenem Posten (1939)
- Der Hauptmann aus dem Niemandsland (1940)
- Abenteurer (1942)
- Angeklagter Ozean (1942)
- Der Kommandeur (1942)
- Eine Mannschaft (1944; auch als Männer – Kämpfer – Abenteurer. Band 1)
- Jagd ohne Gnade (1944)
- Moribundus : Hörspiel (1945)
- Meines Vaters Pferde : Die reiterlichen, romantischen und amourösen Stationen aus dem reichen Leben eines armen Mannes (1950)
- Kavalkade : Eine Chronik von Reitern und Pferden – zusammen mit Hans-Joachim von Killisch-Horn (1950)
- Die curieuse Reiterfibel (1951)
- Rongon – Das Glück Meiner Faust (1951)
- Im Sattel gelebt – Im Sattel gestorben : Roman und Romantik der Deutschen Reiterei (1952)
- Der fünfte Reiter (1952)
- Gaudeamus equis oder Die Verdener Hochzeitsreise (1952)
- Garde du Corps : Das Jahr der Bestimmung in dem noblen und tapferen Leben des Rittmeisters Malte Wielandt, Reichsfreiherr von Godeysen (1953)
- Amour royal : Das Glück der Verheißung (1954)
- Ritt ins Abendrot : Das Glück der Erfüllung (1956)
- Unser Herz den Pferden (1957)
- Des Kaisers Hippodrom : Ein Roman aus Deutschlands goldener Zeit und auch vom grossen Wecken (1959)
- Morgen : Die seltsam verworrenen Pfade des Jürgen Godeysen, des getreulich nach Erfüllung des Daseins Suchenden : Vollendet von Peters-Arnolds (1960)